# Jean Joseph, Marquês Dessolles
Jean Joseph Paul Augustin, Marquês Dessolles (Auch, 3 de julho de 1767 – Saulx-les-Chartreux, 3 de novembro de 1828) foi um soldado e político francês que lutou nas Guerras Revolucionárias Francesas e nas Guerras Napoleônicas, posteriormente servindo como Primeiro-Ministro da França entre 1818 e 1819 sob o rei Luís XVIII.